# بخش بلگورودسکی
بخش بلگورودسکی (به لاتین: Belgorodsky District) یک منطقهٔ مسکونی در روسیه است که در استان بیلگاراد واقع شده‌است.